# Niou (département)
Ne doit pas être confondu avec le village de Niou dans le département de Dalo.
Cet article concerne le département et la commune rurale. Pour le village chef-lieu, voir Natenga.
Niou, parfois aussi nommé Natenga d’après le nom actuel de son chef-lieu, est un département et une commune rurale de la province du Kourwéogo, situé dans la région du Plateau-Central au Burkina Faso.

## Géographie

### Démographie
- En 2003, le département comptait 26 977 habitants estimés[2].
- En 2006, le département comptait 26 998 habitants recensés[3].
- En 2019, le département comptait 35 159 habitants recensés[1].

## Administration

### Chef-lieu et préfecture
Le village de Natenga (auparavant appelé Niou) est le chef-lieu du département, administrativement dirigé par un préfet nommé par le gouvernement pour représenter localement l’État burkinabé. Sous l’autorité du haut-commissaire de la province et du gouverneur de la région, il organise les services déconcentrés de l’État, il prend en charge la gestion des espaces ruraux non urbanisés qui ne sont pas encore de compétence communale, ainsi que la concertation avec les autres collectivités voisine de la province ou la région, notamment pour les infrastructures et la protection de l'environnement et de la sécurité publique.
| Période | Période  | Identité | Fonction précédente | Observation |
| ------- | -------- | -------- | ------------------- | ----------- |
|         | En cours |          |                     |             |

### Mairie
| Période                                  | Période | Identité | Étiquette | Qualité |
| ---------------------------------------- | ------- | -------- | --------- | ------- |
|                                          |         |          |           |         |
| Les données manquantes sont à compléter. |         |          |           |         |

### Villages
Le département et la commune rurale de Niou est administrativement composé de vingt-et-un villages, dont le village chef-lieu auparavant homonyme (données de population consolidées issues du recensement général de 2006) :
- Belé (417 habitants)
- Garga (846 habitants)
- Gasgo (367 habitants)
- Goabga (1 854 habitants)
- Kouka (1 554 habitants)
- Koukin (2 656 habitants)
- Mouni (1 525 habitants)
- Nabzinigma (284 habitants
- Napalgué (2 292 habitants
- Natenga (ou Niou) (2 653 habitants), chef-lieu
- Niapa (622 habitants)
- Niou-Yarcé (474 habitants)
- Raongo (1 299 habitants)
- Sakouli (1 446 habitants)
- Sondogtenga (626 habitants)
- Sourou (1 207 habitants)
- Tamsé (1 012 habitants)
- Tanghin (1 579 habitants)
- Tangséghin (1 209 habitants)
- Wa (1 383 habitants)
- Zéguédéghin (1 693 habitants)